# 來俊臣
來俊臣（651年—697年），雍州万年縣（今陝西西安）人，武則天自廢帝臨朝至稱帝以後的酷吏。

## 生平

### 出身
來俊臣的父親來操，是個賭徒，與同鄉蔡本結友。蔡本賭輸了幾十萬，拿不出錢來，來操就以蔡本的妻子抵債。其妻入來操家門時已懷身孕，以後生子即為俊臣，也就改姓為來。就是來俊臣。來俊臣早年為鄉鄰所厭惡，於是來到異鄉，至和州，因在外偷竊遭逮，當時和州刺史為東平王李續，命人將來俊臣打一百板，投入大牢。來俊臣對李續恨之入骨。不久，武則天將李續下獄，來俊臣得知，編織李續「謀反」罪證，武則天因此特別召見他。

### 官場生涯
來俊臣因鎮壓反對人士有功，先賜官侍御史，加封朝散大夫，再升官為左台御史中丞。執法時手段惡辣，有數百名手下，專事告密陷害大臣。與當時同為酷吏的周興、索元禮、侯思止等人爭先恐後地剷除異己，無辜者皆可被羅織捏造成謀反罪而至牽連誅九族。一時有許多內外臣民含冤而死，可謂掌握生殺大權，天下震動。

大將軍張虔勗進監獄後向來俊臣陳說自己以前的功績，來俊臣竟命武士將其亂刀砍殺。內侍范雲仙犯案下獄，訴說自己侍奉唐高宗有功，祈求赦免，來俊臣命人截其舌，范雲仙當場橫死。博陵公崔玄暐，遭來俊臣派人將「謀反」書信放置於屋頂磚瓦上，崔元暐的僕從及時發現，將書信燒毀，逃過一劫。武則天姪子武承嗣誣告豫王李旦謀反，武則天命來俊臣審問，來俊臣將李旦府內僕從全數逮捕審問，嚴刑逼供。太常寺樂工安金藏拚死為李旦鳴冤，用利刃刺破自己胸腹，以明心跡。此事讓武則天得知後，隨即停止審訊，整件事也不了了之。
來俊臣利用自己職權，廣收賄賂，公開索要錢財。有一位高句麗人泉献诚，受武則天賞識，受封右衛大將軍兼羽林衛一職。來俊臣向其索賄，泉獻誠並未理睬，來俊臣惱羞成怒，羅織罪名，將其投入大牢，並將他絞殺。來俊臣罔視王法，大肆接受商人賄賂，因此獲罪，依法應處死，但武則天將其赦免，削職為民。兩年後又官復原職，因再次收賄而遭貶為同州參軍。突厥可汗阿史那斛色羅有一婢女，嬌艷動人，來俊臣製造冤案，逮捕酋長，奪其婢女。激起外族憤慨，幾乎釀成叛變，不得已將其釋放。段簡妻王氏，因有姿色，遭來俊臣看上，要求強行娶其為妻，最終王氏自殺而亡。段簡又有一妾，也生得美貌，來俊臣明索暗示，段簡最終拱手相讓。
萬歲通天元年（696年），來俊臣遷升洛陽令、司農少卿。二年（697年）準備告發太平公主和武氏諸王，結果太平公主先發制人，向武則天告狀，太平公主說來俊臣把自己比作石勒，有不軌之心。武則天「下詔棄市」並加醢刑處死。死時長安市井場面轟動。武則天知道此事後，大驚，再下令將來俊臣全家處死棄市。
唐玄宗開元年間，下詔來俊臣的後代子孫不得仕宦，以示懲戒。

## 酷刑簡介
來俊臣和黨羽朱南山、萬國俊等撰《羅織經》，專教人羅織罪名。且發明了不少枷，由最重至最輕都各有名號，包括：「求破家」、「求即死」、「死豬愁」、「反是實」、「實同反」、「失魂膽」、「著即承」、「突地吼」、「喘不來」、「定百脈」合共十個，從名字來看，它們都會令受刑者極為痛苦，而來俊臣就是經常以枷來對付政敵、反對他的朝臣和得到「証供」。另外尚有數十「刑」和「罰」，如：「鳳凰曬翅」、「驢狗發蹶」、「仙人獻果」、「玉女登梯」等，其「刑」慘絕人寰。其罰有竹簽釘指、熱醋灌鼻、鐵圈梏頭等，手段之酷烈，前所未有。

## 相關成語

### 請君入甕
周興殘害無辜被舉發，武則天命來俊臣審理，來俊臣於是請周興吃飯，來俊臣問：「囚犯如果硬是不認罪，該怎麼辦才好？」周興大笑說：「這太容易了，把犯人放到甕裡，四周燃起炭火。」來俊臣派人找來一口大甕，按照他出的主意用火圍著烤，然後站起來說：「來某奉太后懿旨來審查你，請君入甕吧！」周興見大事不妙，磕頭求饒，表示願意招認。這是「請君入甕」的典故。

## 延伸阅读
[在维基数据编辑]
 在维基文库阅读此作者作品
 《舊唐書·卷186上》，出自刘昫《舊唐書》
 《新唐書·卷209》，出自《新唐書》